# Solana dels Cóms

La Solana dels Cóms, respecte del terme d'Abella de la Conca

La Solana dels Cóms, és una solana del terme municipal d'Abella de la Conca, a la comarca del Pallars Jussà, situada a la vall de Carreu.
Està situada a la dreta del riu de Carreu, en el marge dret de la vall on es troba l'antiga caseria de Carreu, al vessant meridional de l'extrem oriental de la Serra de Boumort, al sud de Plandellet i al sud-est de la Coma del Pi. Davant seu, al sud, a l'altre costat de la vall hi ha l'Obaga dels Cóms.
A la Solana dels Cóms s'origina el barranc dels Cóms de Carreu.

## Etimologia
La Solana pren el nom de l'indret on hi havia els cóms del bestiar que pasturava per aquesta zona de la Serra de Boumort, pertanyent al poble de Carreu. Es tracta, doncs, d'un topònim descriptiu.